# 瓦尔特·莫莱亚
瓦尔特·莫莱亚（義大利語：Valter Molea，1966年7月8日—），意大利男子赛艇运动员。他曾代表意大利参加1988年、1992年、1996年和2000年夏季奥林匹克运动会赛艇比赛，其中2000年奥运会收获一枚银牌。